# Guerra limitada
Guerra limitada es un concepto polemológico con el que se define, por oposición a guerra total, a la guerra en la que no se emplean todos los recursos (militares, humanos, económicos, tecnológicos, etc.) a disposición del beligerante que la considera de tal manera. La causa de tal limitación puede ser tanto su reserva de cara a otros posibles conflictos como la dificultad de emplearlos por distintas causas.
Ejemplos de guerras limitadas son las guerras coloniales, las guerras indias de Estados Unidos, la guerra de Crimea y muchos conflictos a partir de la Segunda Guerra Mundial: la guerra de Corea, la guerra de Vietnam, la guerra de Desgaste entre Egipto e Israel, la guerra de las Malvinas o las operaciones que se denominan como de "mantenimiento de la paz" o de "injerencia humanitaria".lo la